# Spermophilus erythrogenys
Spermophilus erythrogenys (Ховрах червонощокий) — гризун з родини Вивіркові (Sciuridae), один з представників роду Spermophilus.

## Опис
Цей невеликий ховрах до 280 мм завдовжки, з хвостом до 65 мм (зазвичай 16 - 21% довжини тіла). Має внутрішні защічні мішки для перенесення їжі. Голова, шия і тіло різних відтінків сірувато-коричневого і є червонувато-вохристі плями на переніссі; щічні й надбрівні плями також вохристо-червоних тонів. Диплоїдний набір хромосом: 36.

## Середовище проживання
Країни поширення: Китай, Казахстан, Монголія, Російська Федерація. У північних частинах ареалу живе на кордонах осикового і березового лісостепу. Більш на південь населяє степи з легкими домішками саксаулу, в горах живе до 2100 м. Також знайдений на пасовищах і орних землях.

## Спосіб життя
Нори прості, глибокі (до 3,5 м), без викидів ґрунту. Сплячка починається в серпні - першій половині вересня, вихід в кінці березня - квітні. Харчуються степовими злаками, іноді споживає тваринну їжу. Розмір виводку становить 7-9 дитинчат.

## Загрози та охорона
На вид полюють задля м'яса та шкур для місцевої торгівлі. Можлива деградація середовища проживання шляхом випасу худоби за рахунок збільшення поголів'я худоби. Посухи також загрожують цього виду. Є в деяких охоронних територіях (приблизно 5% від ареалу виду в Монголії).